# جيريمي كينان
جيريمي كينان (بالإنجليزية: Jeremy Keenan)‏ هو تربوي وكاتب جنوب أفريقي، ولد في 1945.